# Roger Levecq
Roger Levecq, né le 24 août 1935 à Loos, est un haltérophile français.

## Biographie
Roger Levecq est le premier Français à avoir épaulé-jeté une barre de 200 kg, le 23 mars 1968. Il est onzième des Jeux olympiques d'été de 1968 à Mexico en catégorie des plus de 90 kg.
Il est champion de France d'haltérophilie en 1964, 1970 et 1971.
Il est le père de l'athlète Sylvie Levecq.